# Піррі
Хосе Мартінес Санчес (ісп. José Martínez Sánchez, нар. 11 березня 1945, Сеута), відоміший за прізвиськом Піррі (ісп. Pirri), — іспанський футболіст, що грав на позиціях півзахисника та захисника.
Відомий як багаторічний лідер і капітан команди клуба «Реал Мадрид», з яким десять разів вигравав чемпіонат Іспанії та ставав володарем Кубка європейських чемпіонів. Грав за національну збірну Іспанії.

## Клубна кар'єра
Народився 1945 року в місті Сеута. Займався футболом у дитячих та юнацьких командах декількох місцевих клубів.
У дорослому футболі дебютував 1963 року виступами за «Гранаду», а вже наступного року перейшов до столичного клубу «Реал Мадрид». Відіграв за королівський клуб наступні шістнадцять сезонів своєї ігрової кар'єри, з яких у десяти «вершкові» святкували перемогу у внутрішньому чемпіонаті. Також чотири рази ставав володарем Кубка Іспанії, а 1966 року виборов з командою Кубок чемпіонів УЄФА. Починав грати у нападі, але швидко був переведений на позицію опорного півзахисника, другу половину своєї кар'єри в «Реалі» взагалі грав на позиції останнього захисника. При цьому дуже часто продовжував підтримувати атакувальні дії своєї команди та забив за «Реал» неймовірні, як для гравця захисної ланки, 123 голи у Прімері. З 1976 року і до завершення виступів за «королівський клуб» у 1980 був капітаном його команди.
Професійну ігрову кар'єру завершив у Мексиці, де протягом 1980—1982 років грав у клубі «Пуебла».
Завершивши виступи на футбольному полі, отримав медичну освіту і поверновся до «Реала», де працював клубним врачем.

## Виступи за збірну
1966 року дебютував в офіційних матчах у складі національної збірної Іспанії. Протягом кар'єри у національній команді, яка тривала 13 років, провів у формі головної команди країни 41 матч, забивши 16 голів.
У складі збірної був учасником чемпіонату світу 1966 року в Англії, а також чемпіонату світу 1978 року в Аргентині.

## Титули і досягнення
- Чемпіон Іспанії (10):

«Реал Мадрид»:  1964-65, 1963-67, 1967-68, 1968-69, 1971-72, 1974–75, 1975–76, 1977–78, 1978–79, 1979–80
- Володар Кубка Іспанії з футболу (4):

«Реал Мадрид»:  1969-70, 1973-74, 1974-75, 1979-80
- Володар Кубка чемпіонів УЄФА (1):

«Реал Мадрид»:  1965–66